# Манукян Давид Ашотович
Давид Ашотович Манукян (нар. 16 березня 1993, Новосибірськ), більш відомий під сценічним псевдонімом DAVA — російський хіп-хоп і реп-виконавець, відеоблогер.

## Біографія
Народився 16 березня 1993 року в місті Новосибірську. У ранньому віці займався бальними танцями, потім перейшов у професійний спорт. У 2011 році став переможцем першості Росії та срібним призером першості світу з танців. Після закінчення школи вступив до Сибірського університету управління. У 2017 році почав вести блог в Інстаграмі. Станом на 2019 рік кількість підписників становить понад 8,6 мільйонів.
Професійну кар'єру співака розпочав у 2018 році записавши спільно з Кариною Лазарьянц пісню «Всередині» (чарт iTunes — 10-е місце). Наступним виходить трек «ХХХ», на який пізніше був знятий кліп. У 2019 році записує пісню «BOOM», на який також був знятий відеокліп. Через деякий час випускає такі пісні як «Кисень» (чарт Вконтакті — 1-е місце), «Танцюй як бджола» (чарт Вконтакті — 5-е місце), «Мілада» (чарт Вконтакті — 11-е місце), «Дика любов», «Швидкість», «Інстамодель».
У 2019 році випустив дебютний мініальбом, що отримав назву «Сила тяжіння», до якого увійшли 5 треків.
20 грудня 2019 року DAVA випустив кліп на пісню «Санта». За сюжетом репер працює офіціантом на елітному новорічному корпоративі, але після того, як його ображає один з гостей, влаштовує в особняку вечірку зі своїми друзями.
У квітні 2020 року презентував спільну роботу з Єгором Крідом на пісню «Барбі», яка увійшла в альбом «58».

## Особисте життя
Перша дівчина, яка була їм «озвучена» в пресі — його партнерка по танцях в Новосибірську. Її ім'я невідоме, але Давид в інтерв'ю розповідав, що особисті стосунки дуже заважали професійній діяльності. Швидше за все, розставання з цією дівчиною і підштовхнуло молоду людину поїхати в Москву. Наступна інформація про сердечні справи Давида — його відносини з Анастасією Малишевою. Їх «зліт» збігся по часу: він тільки-тільки почав розкручуватися в соціальних мережах, вона як танцівниця «засвітилася» на ТНТ. Мусуються чутки про більш ніж близькі відносини з Кариною Крос, чутки ними обома не підтверджуються, але і не заперечуються. Всі шанувальники дівчини і хлопця впевнені, що вони пара. Потім був у стосунках з російською співачкою Ольгою Бузовою, кінець їхніх відносин був досить скандальним та публічним.Наразі артист не був помічений з новою обраницею.

## Дискографія

### Студійний альбом
| Название    | Информация                                                                | Примечание |
| ----------- | ------------------------------------------------------------------------- | --- |
| Король      | - Релиз: 24 липня 2020 - Лейбл: Music Zhara - Формат: Цифрова дистрибуція | \| * Трек-лист[13] \| * Трек-лист[13] \| * Трек-лист[13] \| \| # \| Назва \| Тривалість \| \| --------------- \| ----------------------------------- \| --------------- \| \| 1. \| «Зайка» \| 1:55 \| \| 2. \| «Затулинка» \| 2:05 \| \| 3. \| «Крошка моя» (feat. Руки Вверх) \| 2:17 \| \| 4. \| «Раздал долги» \| 1:48 \| \| 5. \| «Мужики танцуют тверк» (feat. Хлеб) \| 2:47 \| \| 6. \| «Ачки ат Гуччи» \| 2:05 \| \| 7. \| «Ну и что?» (feat. Karna.val) \| 2:26 \| \| 8. \| «Король» \| 2:01 \| \| 9. \| «Деньги меня не меняют» \| 2:07 \| \| 10. \| «Чёрный бумер» (feat. SERYOGA) \| 2:32 \| \| 20:43 \| \| \| |
| * Трек-лист |                                                                           | |
| #           | Назва                                                                     | Тривалість |
| 1.          | «Зайка»                                                                   | 1:55 |
| 2.          | «Затулинка»                                                               | 2:05 |
| 3.          | «Крошка моя» (feat. Руки Вверх)                                           | 2:17 |
| 4.          | «Раздал долги»                                                            | 1:48 |
| 5.          | «Мужики танцуют тверк» (feat. Хлеб)                                       | 2:47 |
| 6.          | «Ачки ат Гуччи»                                                           | 2:05 |
| 7.          | «Ну и что?» (feat. Karna.val)                                             | 2:26 |
| 8.          | «Король»                                                                  | 2:01 |
| 9.          | «Деньги меня не меняют»                                                   | 2:07 |
| 10.         | «Чёрный бумер» (feat. SERYOGA)                                            | 2:32 |
| 20:43       |                                                                           | |

### Міні-альбоми
| Назва           | Інформація                                                               | Примітка |
| --------------- | ------------------------------------------------------------------------ | --- |
| Сила притяжения | - Реліз: 8 липня 2019 - Лейбл: Music Zhara - Формат: Цифрова дистрибуція | \| * Трек-лист[14] \| * Трек-лист[14] \| * Трек-лист[14] \| \| # \| Назва \| Тривалість \| \| --------------- \| ------------------- \| --------------- \| \| 1. \| «Ультрамарин» \| 1:46 \| \| 2. \| «Секреты» \| 2:51 \| \| 3. \| «Буду пьяным» \| 2:49 \| \| 4. \| «Мне так тебя мало» \| 2:44 \| \| 5. \| «Сила притяжения» \| 1:53 \| \| 10:43 \| \| \| |
| * Трек-лист     |                                                                          | |
| #               | Назва                                                                    | Тривалість |
| 1.              | «Ультрамарин»                                                            | 1:46 |
| 2.              | «Секреты»                                                                | 2:51 |
| 3.              | «Буду пьяным»                                                            | 2:49 |
| 4.              | «Мне так тебя мало»                                                      | 2:44 |
| 5.              | «Сила притяжения»                                                        | 1:53 |
| 10:43           |                                                                          | |

### Сингли
| Рік  | Сингл                                    | Альбом          |
| ---- | ---------------------------------------- | --------------- |
| 2018 | «Внутри» (при уч. Kara Kross)            | без альбому     |
| 2018 | «XXX»                                    | без альбому     |
| 2019 | «BOOOM» (при уч. Kara Kross)             | без альбому     |
| 2019 | «Скорость»                               | без альбому     |
| 2019 | «Кислород»                               | без альбому     |
| 2019 | «Дикая любовь»                           | без альбому     |
| 2019 | «Миринда»                                | без альбому     |
| 2019 | «Буду пьяным»                            | Сила притяжения |
| 2019 | «Танцуй как пчела» (совм. с Ramil')      | без альбому     |
| 2019 | «Инстамодель»                            | без альбому     |
| 2019 | «Милада»                                 | без альбому     |
| 2019 | «Ранила»                                 | без альбому     |
| 2019 | «Интеллигент»                            | без альбому     |
| 2019 | «Санта»                                  | без альбому     |
| 2019 | «Мандаринка» (совм. с Ольгой Бузовой)    | без альбому     |
| 2020 | «Последний танец»                        | без альбому     |
| 2020 | «Малая»                                  | без альбому     |
| 2020 | «Моя кокаина»                            | без альбому     |
| 2020 | «Пандемия любви»                         | без альбому     |
| 2020 | «Чёрный бумер» (совм. с Серёгой)         | Король          |
| 2020 | «Ролекс» (совм. с Филиппом Киркоровым)   | без альбому     |
| 2020 | «Пикник» (совм. с Mia Boyka & Calvin'ом) | без альбому     |
| 2020 | «Прошлым летом»                          | без альбому     |
| 2020 | «Том и Джерри»                           | без альбому     |
| 2020 | «Снежинки» (совм. с Ольгой Бузовой)      | без альбому     |
| 2021 | «Обнулила нас»                           | без альбому     |
| 2021 | «Под гитару»                             | без альбому     |
| 2021 | «Начать с нуля»                          | без альбому     |
| 2021 | «Одинокий дэнс»                          | без альбому     |
| 2021 | «Море»                                   | без альбому     |
| 2021 | «Алые паруса»                            | без альбому     |
| 2021 | «Один дома» (совм. c Миланой Хаметовой)  | без альбому     |
| 2022 | «Космонавт»                              | без альбому     |

## Рейтинги
- У 2022 році зайняв 9 місце в рейтингу інфлюенсерів-блогерів Romir Influence Ranking.[15]